# 大聖劈掛門
大聖劈掛門是一項集結兩門中國武術的拳術。「大聖」是指齊天大聖孫悟空，亦即五猴拳，是中國南拳的一種，乃擅長近身格鬥的拳法，據傳乃少林武術一支派，據説是明代兩位武藝高強之抗倭大將戚繼光及俞大猷所傳。
五猴拳據説由陝西鏢師寇四所創，傳人耿德海自小從父耿榮貴學劈掛拳，後來又得寇四之五猴拳真傳，之後便創立了「大聖劈掛門」。大聖拳主攻下三路，而劈掛拳就主攻上三路，又有七十二把擒拿手主攻關節要害，還有各類器套、拳套及自由搏擊技術。

## 簡史
民國初年內戰期間，前鏢局鏢師寇四因打傷軍閥爪牙而遭追捕，後得劈掛拳高手耿榮貴救護，而寇四最終仍被捉拿。在牢獄中，寇四整理自身之武術期間，偶然見猴子活潑好動，動作靈巧，啟發了他的武術思路，創作了「五路猴拳」木石企迷醉，即五猴拳。
寇四出獄後，欲尋找耿榮貴報恩，但耿榮貴已不在人世。此時，耿榮貴之子耿德海已長大成人，於是寇四便將猴拳傳授予他。
耿德海本來亦一直與其父耿榮貴習練劈掛拳，可說這門武術是其家傳絕學。耿德海及後在劈掛拳之基礎上，加入寇四真傳之猴拳，終創立了北派武術大派「大聖劈掛門」。

## 南傳
耿德海後來成為鏢師，且在南京中央國術館任刀、劍科總教練。在八年抗戰時期，更在軍閥馮玉祥之東北軍執教大刀隊拳術及器技，因而成為日軍針對目標。往後，耿德海前赴廣州再執教數年，最後植根香港，1930年成立民眾國術社，開始發揚大聖劈掛門拳術，成為一代宗師，在眾多弟子中，武功最高及最享負盛名的有「馬騮王」之稱北派武術大宗師陳秀中。
1954年，陳秀中得到耿德海許可開館授徒，培育了另一群出色之拳手，部份成為香港功夫電影影星，分別有：陳觀泰（因與陳師見解有分歧，被逐出師門）、陳少川、萬榮佳、萬榮耀、劉偉民、李飛標、周強（因與陳觀泰意氣相投，被逐出師門）、冼林煜、黃秋生、高雄、黃志偉、冼灝英、何家輝、梁富新、錢嘉樂、錢小豪、白彪、等。

## 套路

### 拳術
劈掛拳共三路、劈掛膀手、劈掛穿云手、馬步踢退式、劈掛短打、二郎拳、燕青拳、太祖拳、少林拳、猴王闪电子拳,進退連環拳、形意拳、自然拳、鴛鴦拳、八卦掌、武松脫扣、綿拳、太極拳、八極拳、迷縱拳、八把貓功、黑虎拳、地蹚四平拳、走繩功、石猴拳、企猴拳、木猴拳、迷猴拳、醉猴拳（師門最高武術）、猴拳對打、地瞠四平拳對打、劈掛拳對打、八極拳對打、太極推手、內功球、摔角、自由對打、七十二把擒拿手、自由搏擊。

### 刀術
劈掛單刀共二路、太極刀、形意刀、斬馬刀、八卦雙刀、地蹚雙刃、地蹚青龍刀、春秋大刀、單刀對槍、雙刀對槍、斬馬刀對槍。 

### 劍術
劈掛劍、八劍式、生門劍、進退連環劍、純陽劍、子路提袍劍、昆吾劍、形意劍、太極劍、雙獅劍、真武劍、武當劍、迷縱雙劍、白蛇雙劍、白鶴雙劍、劍對劍。 

### 棍術
劈掛棍、九洲棍、猴子天門棍、進退連環棍、大哨子、少林棍對打、劈掛棍對打、三節棍對槍、大哨子對槍。

### 槍術
劈掛槍、奇門槍、六合大槍、攔馬橛、金槍廿四式、太極槍、地蹚連環槍、蛇茅槍。 

### 其他
護手單勾、虎頭雙勾、雙鞭、太極氣球勢、十三節獨龍鞭、地蹚大手鞭、地蹚單刀鞭、地蹚雙釵、六路猴形筆、六合判官筆。